# Pownall Fee
Pownall Fee var en civil parish från 1866 till 1894 då den blev en del av Wilmslow och Styal, i grevskapet Cheshire, i England. Civil parish hade 3 081 invånare år 1891.